# Dekompressionskammer

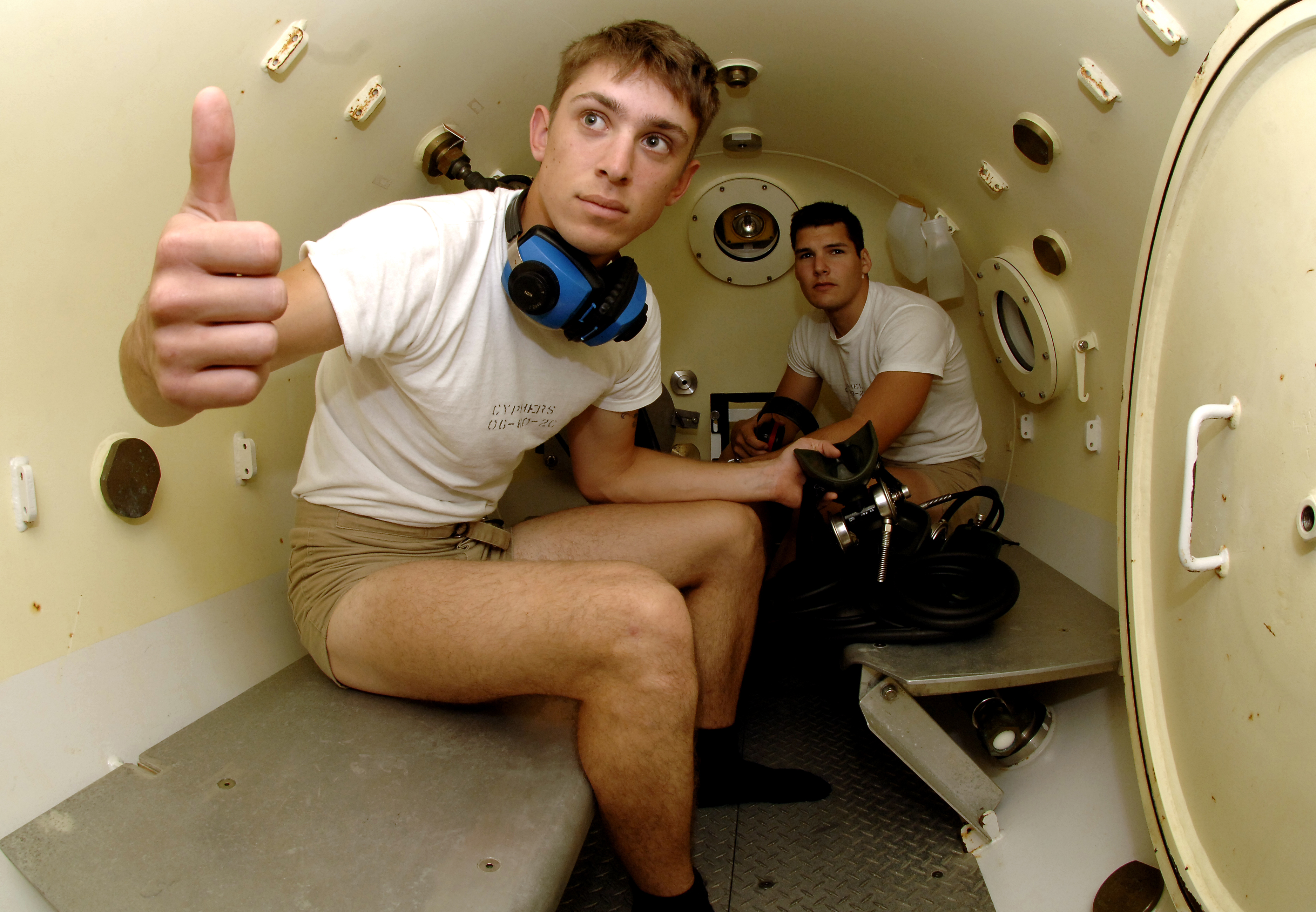
Das Innere einer Dekompressionskammer

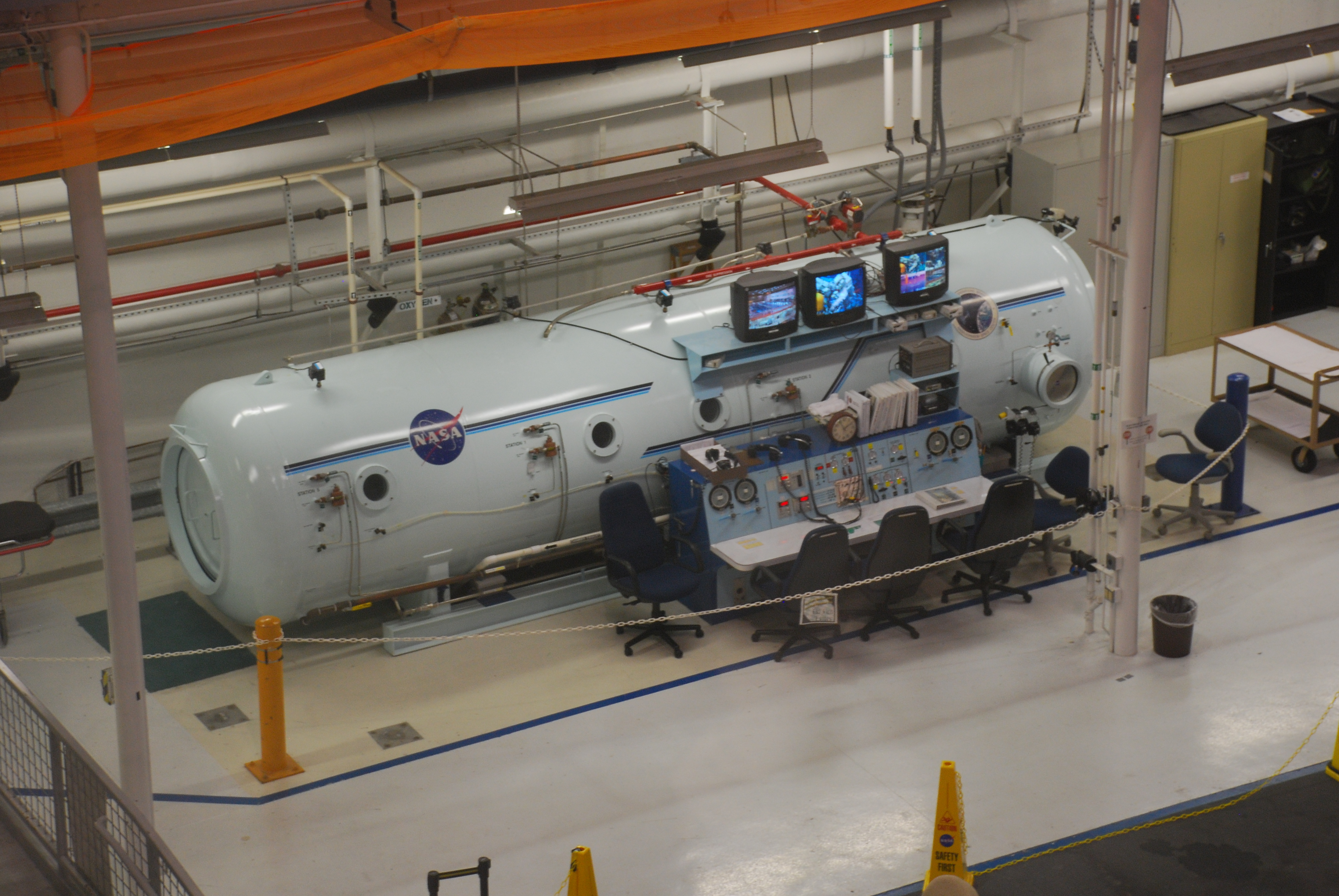
Dekompressionskammer von außen

Unter Dekompressionskammer versteht man einen luftdichten und druckfesten Behälter zur kontrollierten Steigerung und Absenkung des Umgebungsdrucks (Kompression und Dekompression). Er besteht in der Regel aus Stahl oder Verbundstoffen. Zur medizinischen Behandlung diverser Erkrankungen, auch zur Behandlung von Dekompressionskrankheiten bei Tauchern und Caisson-Arbeitern, werden therapeutische (Über)Druckkammern zur Sauerstoffüberdrucktherapie (HBO, hyperbare Oxygenierung) verwendet. Die Dekompressionskammer dient auch Berufstauchern nach dem Einsatz zur vorschriftsmäßigen Anpassung an den atmosphärischen Luftdruck, um Dekompressionserkrankungen vorzubeugen. Der Aufenthalt in der Dekompressionskammer kann nach langen und tiefen Taucheinsätzen mehrere Stunden, Tage oder Wochen dauern.

## Aufbau

Moderne Druckkammer mit 12 Sitzplätzen und Beatmungseinheit

Eine  Druckkammer besteht meist aus einer Hauptkammer, in der die Behandlung  stattfindet, und einer Nebenkammer, die als Personenschleuse dient. Vielfach existiert zusätzlich noch eine sehr kleine Kammer mit nur wenigen Litern Inhalt, die dazu dient, medizinische Instrumente oder Medikamente ein- und auszuschleusen.
Die modernen Druckkammern zur Anwendung der hyperbaren Sauerstofftherapie (HBO) unterscheiden sich stark von den engen Einpersonenkammern aus den Anfangszeiten der Überdruckmedizin. Sie bieten meist Platz für zwölf oder mehr sitzende Personen, teilweise sogar für in Krankenhausbetten liegende Patienten. Eine strikte Ölfreiheit muss wegen der erhöhten Brandgefahr durch den Kontakt mit Sauerstoff stets gewährleistet sein. Einrichtung, Medizintechnik und Kleidung müssen bei erhöhtem Luftdruck und bis zu etwa neunfach erhöhtem Sauerstoff-Partialdruck brandsicher funktionieren. Zu ihrer Sicherheit werden Patienten mit Videokameras, Gegensprechanlagen und Sensoren überwacht und medizinisches Personal kann über die Schleuse während einer laufenden Behandlung die Hauptkammer verlassen oder betreten.
Heute sind Druckkammern, im Gegensatz zu den ersten ihrer Art, meist keine gemauerten Räume, sondern ein dicht schließendes, druckfestes Stahlgefäß. Mobile Druckkammern werden etwa zu einem Taucheinsatz oder dem Ort eines Bergwerksunfalls gefahren. Teilweise werden die Druckkammern auf Spezialschiffen montiert, die eigens für lange Offshore-Taucheinsätze ausgelegt und gebaut werden.

## Behandlung

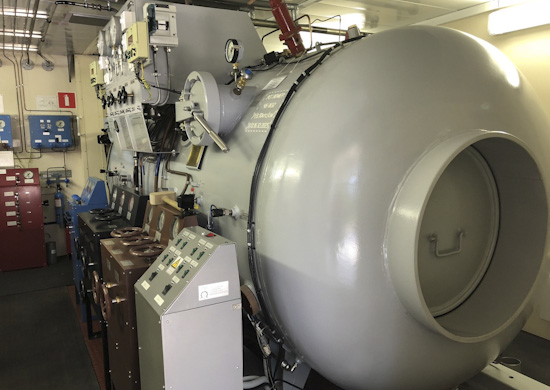
Ein russischer Tauchbarokomplex

Verunglückte Taucher und Überdruck-Arbeiter müssen so schnell wie möglich in eine Dekompressionskammer gelangen, um bleibende Schäden zu verhindern. Während der Druck in der Dekompressionskammer eher rasch erhöht, eine Zeitlang gehalten und langsam wieder gesenkt wird, kann der erhöhte Stickstoffgehalt im Gewebe (samt Blut) blasenfrei ausgeschieden werden. Gelingt das nicht, entwickeln sich mit hoher Wahrscheinlichkeit Gasblasen im Gewebe, da der Stickstoff infolge des niedrigeren Umgebungsdruckes an der Oberfläche aus der Lösung im Körper in die Gasphase übergeht und ausperlt. Die dabei entstehenden Bläschen können Gewebe zerreißen, wichtige Blutgefäße verstopfen und das dahinterliegende Gewebe zum Absterben bringen.
Das Standard-Therapieschema für elektive Indikationen ist das sogenannte „Problemwunden-Schema“.
Es umfasst eine Druckerhöhung mit „normaler“ Luft auf 1,4 barÜ (bar Überdruck), was einer Wassertiefe von 14 Metern entspricht. Hier erhält der Patient für insgesamt 90 Minuten 100 % medizinischen Sauerstoff. Dieser wird in Blöcken von 20 Minuten eingeatmet, mit jeweils 5 bis 6 Minuten Pause. Die Pause ist notwendig, um einem Sauerstoffkrampf vorzubeugen, da durch den Überdruck sehr viel Sauerstoff ins Blut aufgenommen wird und das die Krampfschwelle senken kann. Je nach Kompressionsgeschwindigkeit dauert eine solche Therapie im Schnitt zwischen 140 und 160 Minuten.
Bei Tauchunfällen erfolgt die Behandlung in Dekompressionskammern meist gemäß Tabellen, die im Tauchhandbuch der US-Marine veröffentlicht sind.
US-Navy-Tabelle 6Die Kompression geht, mit normaler Luft, innerhalb von 20 Minuten bis zu einem relativen Druck von 1,8 Bar (entspricht etwa 18 Meter Tauchtiefe). Danach erfolgt der Wechsel des Atemgases von Luft zu Sauerstoff. Nach 75 Minuten wird auf 0,91 Bar (9,1 Meter) dekomprimiert und nach weiteren 150 Minuten schließlich langsam auf Normaldruck zurückgefahren. Eine Dekompressionskammer-Fahrt nach US-Navy-Tabelle 6 dauert in der Regel vier Stunden und 45 Minuten und kann nötigenfalls verlängert werden. Dieses Verfahren wird zur Behandlung von Dekompressionskrankheit Typ II eingesetzt.
US-Navy-Tabelle 5Das Verfahren ist Tabelle 6 sehr ähnlich, dauert aber weniger lange. Bei einem relativen Druck von 1,8 Bar wird nur für 45 Minuten verweilt und bei 0,91 Bar nur für 30 Minuten. Eine Dekompressionskammer-Fahrt nach US-Navy-Tabelle 5 dauert in der Regel zwei Stunden und 40 Minuten. Dieses Verfahren wird zur Behandlung von leichten Dekompressionskrankheiten vom Typ I eingesetzt.
US-Navy-Tabelle 9Es wird auf einen relativen Druck von 1,4 Bar (14 Meter) komprimiert und bei diesem Druck 100 Minuten lang reiner Sauerstoff geatmet. Danach wird eine langsame Dekompression bis auf Normaldruck eingeleitet. Die gesamte Dekompressionskammer-Fahrt dauert wenig mehr als zwei Stunden. Dieses Verfahren wird meist, in mehreren Wiederholungen, zur Behandlung von Dekompressionskrankheit des Typs III eingesetzt.
Bei folgenden Krankheitsbildern kann eine Behandlung in einer Druckkammer erfolgen:
- Dekompressionskrankheit
- Kohlenmonoxidvergiftung in Folge von Rauchgasbildung bei unvollständigen Verbrennungsprozessen (Brände; defekte Heizungsanlagen; Indoorgrillen; Shishas)
- Gasbrand-Infektion
- Arterielle Gasembolie
- Diabetisches Fußsyndrom – chronisch therapieresistent trotz umfassender Therapie
- Knochennekrosen
- Knochenmarksödemsyndrome
- Morbus Ahlbäck
- Chronische therapieresistente Osteomyelitis, Otitis externa nekrotikans (maligna)
- Hörsturz mit oder ohne Tinnitus,
- Akutes akustisches Trauma, Knalltrauma
- Bestrahlungsfolgen an Knochen, Darm und Blase etc.
- Quetschverletzungen
- Nicht beherrschbare Infektionen

## Standorte
Deutschlandweit gibt es ca. 30 Druckkammern, davon 10 mit 24-Stunden-Bereitschaft. Darunter befinden sich aber nur 8 Druckkammern mit 24-Stunden-Bereitschaft, die Intensivpatienten versorgen können: Murnau, München, Berlin, Wiesbaden, Düsseldorf, Gelsenkirchen-Buer, Aachen und Halle. In der Schweiz existieren Druckkammern in Genf und Basel. In Österreich gibt es in Graz eine Druckkammer.
Die Bundeslehr- und Forschungsstätte der DLRG betreibt in Berlin eine Dekompressionskammer mit darunterliegendem Tauchturm, in der Taucher in sicherer Umgebung, „nass“ Tiefenrauscherfahrungen sammeln können.
Paul Munzinger berichtet im Bildband 100 Tauchplätze von 2010 über einen in Malta stationierten Rettungshubschrauber mit mobiler Druckkammer.